# Mare Fuori – Zelle mit Aussicht
Mare Fuori – Zelle mit Aussicht (Originaltitel auf italienisch Mare fuori ‚Meer draußen‘) ist eine italienische Dramaserie, die durch die Produktionsfirma Picomedia in Zusammenarbeit mit Rai Fiction entsteht. Im italienischen Fernsehen fand die Premiere der Serie am 23. September 2020 auf Rai 2 statt. Im deutschsprachigen Raum erfolgte die Erstveröffentlichung der Serie am 14. September 2022 durch Disney+ via Star. Die Erstveröffentlichung der Staffeln 2–4 fand im deutschsprachigen Raum am 1. Mai 2025 auf Netflix statt.

## Handlung
In der Jugendstrafanstalt Istituto di Pena Minorile (kurz: IPM) in Neapel werden Jugendliche untergebracht, die zu einer Haftstrafe verurteilt wurden. Diese befindet sich direkt am Meer und beherbergt 70 Insassen: 50 Jungen und 20 Mädchen. Alle, welche die heiligen Pforten der Gefängnismauer in Richtung Zelle durchschreiten, sind unter 18 Jahre alt. Die jungen Insassen sind aus den unterschiedlichsten Gründen inhaftiert. Doch nicht selten verschlägt es einem den Atem, wenn man von ihren Taten und Geschichten hört.
Carmine Di Salvo und Filippo Ferrari werden am selben Tag verhaftet, stammen aber aus zwei völlig unterschiedlichen Welten. Carmine gehört einer berüchtigten Camorra-Familie aus Neapel an, aber er wünscht sich nichts sehnlicher, als alles hinter sich zu lassen und ein neues Leben fernab von Gaunereien und dem Vergießen von Blut zu beginnen. Filippo hingegen ist ein gutbürgerlicher Junge und Pianist aus Mailand, dem alle Türen offen zu stehen scheinen. Doch das Schicksal nimmt für die beiden eine tragische Wendung, und sie werden jeweils wegen Mordes in die Jugendstrafanstalt überstellt. Während Carmine mit den Gepflogenheiten in einem Gefängnis und den ungeschriebenen Regeln der Straße bestens vertraut ist, fühlt sich Filippo wie auf einem fremden Planeten. Nur mit Mühe kann er verstehen, was die anderen von ihm wollen, und das in zweierlei Hinsicht. Sie werden sofort zur Zielscheibe der anderen Häftlinge und ziehen insbesondere die Aufmerksamkeit von Ciro Ricci auf sich, dem Sohn eines gefürchteten Camorra-Bosses, der unter den Insassen eine respektierte und einflussreiche Persönlichkeit ist. Naditza kehrt in den Frauentrakt zurück. Sie ist mittlerweile Stammgast im IPM und zieht es vor, ihre Zeit hinter schwedischen Gardinen zu verbringen, statt im Nomadenlager. Denn Naditza versucht auf diese Weise, ihrer Familie und ihrem festgelegten Lebensweg zu entfliehen. Sie gerät sofort mit der neuen Insassin Viola aneinander. Viola hat einen Menschen ohne ersichtlichen Grund kaltblütig getötet und zeigt nach wie vor keine Reue. Sie beherrscht die Kunst, die meisten Menschen nach ihrem Willen zu lenken, und streckt nicht vor drastischeren Maßnahmen zurück.
Die meisten von ihnen wurden in dieses System hineingeboren, ohne jemals darum gebeten zu haben. Es ist schwer, aus diesem heraus zu brechen, und manche versuchen es nicht einmal. Andere haben aus der Not heraus oder aus mangelnder Vorsicht schlechte Entscheidungen getroffen, und wieder andere sind zu Unrecht inhaftiert worden. Nicht zu vergessen: Alle Insassen sind zum Zeitpunkt ihrer Verhaftung minderjährig. Allerdings tut das gesamte Team der Jugendstrafanstalt sein Bestes, um den Jugendlichen eine zweite Chance zu ermöglichen und ihnen zu vermitteln, dass es einen anderen Weg gibt, der nicht unmöglich zu meistern ist. Zu diesem Team gehören: die ehrgeizige Direktorin Paola Vinci, der erfahrene Kommandant Massimo Esposito, die Lehrer, die Köche, der Friseur und viele mehr.
Wie geht es mit den Jugendlichen weiter? Werden sie ein neues Leben beginnen und ihre Chance nutzen oder dreht sich für sie die Abwärtsspirale immer weiter? Werden sie überhaupt die Jugendstrafanstalt lebend verlassen? Und lässt sich überhaupt ein System wie dieses ändern, oder ist es ein stetiger Kampf gegen Windmühlen?

## Besetzung und Synchronisation
Die deutschsprachige Synchronisation entstand nach den Dialogbüchern von Lutz Riedel, Marianne Groß, Karin Lehmann, Yvonne Prieditis und Frank-Michael Helmke sowie unter der Dialogregie von Lutz Riedel und Katharina Palm durch die Synchronfirmen Hermes Synchron in Potsdam (Staffel 1) und Interopa Film in Berlin (ab Staffel 2).

### Hauptdarsteller
| Rolle                       | Schauspieler                 | Staffel | Synchronsprecher  |
| --------------------------- | ---------------------------- | ------- | ----------------- |
| Massimo Esposito            | Carmine Recano               | 1–      | Daniel Fehlow     |
| Carmine Di Salvo            | Massimiliano Caiazzo         | 1–4     | Tim Kreuer        |
| Pino Pagano                 | Artem Tkachuk                | 1–      | Hannes Maurer     |
| Gianni „Cardiotrap“ Russo   | Domenico Cuomo               | 1–5     | Sebastian Fitzner |
| Edoardo Conte               | Matteo Paolillo              | 1–4     | Tim Schwarzmaier  |
| Silvia Scacco               | Clotilde Esposito            | 1–5     | Sarah Alles       |
| Milos                       | Antonio D'Aquino             | 1–5     | Christian Zeiger  |
| Giuseppe „Beppe“ Romano     | Vincenzo Ferrera             | 1–      | Tobias Nath       |
| Lino                        | Antonio De Matteo            | 1–      | Sven Gerhardt     |
| Ciro Ricci                  | Giacomo Giorgio              | 1–      | Nicolas Rathod    |
| Gennaro                     | Agostino Chiummariello       | 1–      | Lutz Schnell      |
| Paola Vinci                 | Carolina Crescentini         | 1–3     | Bianca Krahl      |
| Naditza                     | Valentina Romani             | 1–3     | Jill Böttcher     |
| Filippo Ferrari             | Nicolas Maupas               | 1–3     | Jeremias Koschorz |
| Viola Torri                 | Serena De Ferrari            | 1–3     | Julia Meynen      |
| Gaetano Sannino             | Nicolò Galasso               | 1–3     | Till Flechtner    |
| Gemma Doria                 | Serena Codato                | 1–3     | Laura Oettel      |
| Elisabetta „Liz“ Centola    | Anna Ammirati                | 1–3     | Julia Biedermann  |
| Anita Ferrari               | Chiara Primavesi             | 1–2     | Amelie Plaas-Link |
| Nunzia                      | Carmen Pommella              | 1–2, 4– | Sabina Trooger    |
| Antonio „Totò“ Ascione      | Antonio Orefice              | 1–2     | Michael Kargus    |
| Serena Rizzo                | India Santella               | 1       | Lina Rabea Mohr   |
| Salvatore „Sasà“ Baldi      | Filippo Soave                | 2       |                   |
| Kubra Hailo                 | Kyshan Clare Wilson          | 2–4     |                   |
| Mimmo Varriale              | Alessandro Orrei             | 2–5     |                   |
| Rosa Ricci                  | Maria Esposito               | 2–      |                   |
| Sofia Durante               | Lucrecia Guidone             | 3-      | Franziska Endres  |
| Luigi Cucciolo Di Meo       | Francesco Panarella          | 3-      |                   |
| Raffaele Micciarella Di Meo | Giuseppe Pirozzi             | 3-      | Oliver Szerkus    |
| Diego Dobermann             | Salahudin Tijani Imrana      | 3-      |                   |
| Giulia „Crazy J“ Bertolacci | Clara Soccini                | 3–4     |                   |
| Alina Donetzka              | Yeva Sai                     | 4–5     |                   |
| Maddalena                   | Maddalena Stornaiuolo        | 3-      |                   |
| Angelo                      | Luca Varone                  | 5-      |                   |
| Simone Caramitti            | Alfonso Capuozzo             | 5-      |                   |
| Tomasso Aponte              | Manuele Velo                 | 5-      |                   |
| Samuele Zago                | Francesco Alessandro Luciani | 5-      |                   |
| Frederico Notari            | Francesco Di Tullio          | 5-      |                   |
| Marta                       | Rebecca Mogavero             | 5-      |                   |
| Sonia                       | Elisa Tonelli                | 5-      |                   |

### Nebendarsteller
| Rolle               | Schauspieler           | Staffel | Synchronsprecher    |
| ------------------- | ---------------------- | ------- | ------------------- |
| Wanda Di Salvo      | Pia Lanciotti          | 1–5     | Melanie Pukaß       |
| Don Salvatore Ricci | Raiz                   | 1–4     |                     |
| Nanà                | Titti Nuzzolese        | 1–      | Sarah Riedel        |
| Dottor Gaetano      | Luca Lombardi          | 1–      | Jörg Pintsch        |
| Rosa Conte          | Margherita Di Rauso    | 1–      | Aline Staskowiak    |
| Consuelo Gomes      | Desiree Popper         | 1–      | Nora Kunzendorf     |
| Carmela             | Giovanna Sannino       | 1–      | Christina Wöllner   |
| Teresa Polidori     | Ludovica Coscione      | 1–5     | Léa Mariage         |
| Ambra Doria         | Carolina Salvador      | 1–3     | Jamie Lee Blank     |
| Anita Ferrari       | Giorgia Senesi         | 1–3     | Julia Blankenburg   |
| Tal                 | Ivan Franek            | 1–2     | Tobias Lelle        |
| Paolo               | Carlo Guitto           | 1–2     | Armin Schlagwein    |
| Nina                | Greta Esposito         | 1–2     | Friedel Morgenstern |
| Pietro Ricci        | Domenico De Meo        | 1–2     | David Brizzi        |
| Francesco Russo     | Pasquale Marotta       | 1–2     | Carlos Fanselow     |
| Lierka              | Naomi Piscopo          | 1–2     | Clara Drews         |
| Lorenzo Cantini     | Fausto Maria Sciarappa | 1–2     | Björn Bonn          |
| Mutter von Gianni   | Valentina Curatoli     | 1–2     | Marion Musiol       |
| Alfredo D'Angelo    | Giuseppe Tantillo      | 1–4     |                     |
| Fabio De Gregorio   | Stefano Rossi Giordani | 1       | Oliver Bender       |
| Fabio De Gregorio   | Alessio Del Mastro     | 2       | Oliver Bender       |
| Ezio Di Salvo       | Emanuele Vicorito      | 1       | Florian Clyde       |
| Vittorio Ferrari    | Edoardo Ribatto        | 1       | Viktor Neumann      |
| Amelia              | Paola Benocci          | 1       | Harriet Kracht      |
| Liliana Tonin       | Linda Gennari          | 1       | Katharina Spiering  |
| Gigi                | Edoardo Guadagno       | 1       | Hans Hohlbein       |
| Antonio Valletta    | Vincenzo Pirozzi       | 1       | Tim Sander          |
| Tonino              | Biagio Manna           | 3–4     |                     |
| Valentina Colosimo  | Selene Caramazza       | 3       |                     |
| Rosario             | Giovanni Anzaldo       | 5-      |                     |
| Maria Caputo        | Antonia Truppo         | 5-      |                     |

### Episodendarsteller
| Rolle                    | Schauspieler       | Staffel | Synchronsprecher   |
| ------------------------ | ------------------ | ------- | ------------------ |
| Piergiorgio              | Claudio Righini    | 1       | Imme Aldag         |
| Greg                     | Simone Di Scioscio | 1       | Philip Süß         |
| Alessandro               | Roberto Fella      | 1       | Vincent Borko      |
| Nazario Valletta         | Gennaro Cuomo      | 1       | Marc Bluhm         |
| Don Leo                  | Alessandro Incerto | 1       | Matthias Friedrich |
| Agente #1                | Ivan Boragine      | 1       | Georgios Tzitzikos |
| Arturo                   | Pietro Pignatelli  | 1       | Norman Matt        |
| Commesso Negozio Animali | Luigi Leone        | 1       | Gabriel Merz       |
| Allibratore              | Michele Cantalupo  | 1       | Felix Würgler      |
| Ärztin                   | Gioia Miale        | 1       | Heike Beeck        |
| Lara                     | Federica Baù       | 1       | Özge Kayalar       |
| Aldo Rizzo               | Sergio Leone       | 1       | Uwe Büschken       |
| Luca                     | Fabio Palliola     | 1       | Dirc Simpson       |
| Nicola                   | Pasquale Aprile    | 1       | Karim El Kammouchi |
| Polizist                 | Nello Nappi        | 1       | Nils Nelleßen      |
| Vincenzo Tre Dita        | Vincenzo Borrelli  | 1       | Kevin Kraus        |
| Arzt                     | Massimo Pagano     | 1       | Uwe Jellinek       |
| Angestellter             | Antonio Muro       | 1       | Nils Nelleßen      |
| Kurator                  | Bruno Tramice      | 1       | Andreas Hosang     |

## Episodenliste

### Staffel 1
| Nr. (ges.) | Nr. (St.) | Deutscher Titel        | Originaltitel                      | Erstausstrahlung (Italien) | Deutschsprachige Erstveröffentlichung (D/A/CH) |
| ---------- | --------- | ---------------------- | ---------------------------------- | -------------------------- | ---------------------------------------------- |
| 1          | 1         | Zerbrochene Leben      | Vite spezzate                      | 23. Sep. 2020              | 14. Sep. 2022                                  |
| 2          | 2         | Schafe und Wölfe       | Educazione criminale               | 23. Sep. 2020              | 14. Sep. 2022                                  |
| 3          | 3         | Die Regeln der Familie | Ogni famiglia ha le sue regole     | 30. Sep. 2020              | 14. Sep. 2022                                  |
| 4          | 4         | Das Geschenk           | Chi trova un amico trova un tesoro | 30. Sep. 2020              | 14. Sep. 2022                                  |
| 5          | 5         | Die Klinge             | La vendetta per guarire            | 7. Okt. 2020               | 14. Sep. 2022                                  |
| 6          | 6         | Wer gehört zu wem?     | L'appartenenza                     | 7. Okt. 2020               | 14. Sep. 2022                                  |
| 7          | 7         | Vergiftete Liebe       | L'amore malvagio                   | 14. Okt. 2020              | 14. Sep. 2022                                  |
| 8          | 8         | Der Bootsausflug       | Conosci te stesso                  | 14. Okt. 2020              | 14. Sep. 2022                                  |
| 9          | 9         | Das Gedicht            | Legami spezzati                    | 21. Okt. 2020              | 14. Sep. 2022                                  |
| 10         | 10        | Jede Liebe ist anders  | Le forme dell'amore                | 21. Okt. 2020              | 14. Sep. 2022                                  |
| 11         | 11        | Frei hinter Mauern     | Fai la cosa giusta                 | 28. Okt. 2020              | 14. Sep. 2022                                  |
| 12         | 12        | Braver Junge           | Morire per vivere                  | 28. Okt. 2020              | 14. Sep. 2022                                  |

### Staffel 2
| Nr. (ges.) | Nr. (St.) | Deutscher Titel | Originaltitel              | Erstausstrahlung (Italien) | Deutschsprachige Erstveröffentlichung (D/A/CH) |
| ---------- | --------- | --------------- | -------------------------- | -------------------------- | ---------------------------------------------- |
| 13         | 1         | Folge 1         | La famiglia che verrà      | 17. Nov. 2021              | 1. Mai 2025                                    |
| 14         | 2         | Folge 2         | Nella gioia e nel dolore   | 17. Nov. 2021              | 1. Mai 2025                                    |
| 15         | 3         | Folge 3         | Io non sono come voi       | 24. Nov. 2021              | 1. Mai 2025                                    |
| 16         | 4         | Folge 4         | Amare chi fa male          | 24. Nov. 2021              | 1. Mai 2025                                    |
| 17         | 5         | Folge 5         | Il passato che ritorna     | 1. Dez. 2021               | 1. Mai 2025                                    |
| 18         | 6         | Folge 6         | La mamma è sempre la mamma | 1. Dez. 2021               | 1. Mai 2025                                    |
| 19         | 7         | Folge 7         | Il peso delle scelte       | 8. Dez. 2021               | 1. Mai 2025                                    |
| 20         | 8         | Folge 8         | Le forme dell'amore        | 8. Dez. 2021               | 1. Mai 2025                                    |
| 21         | 9         | Folge 9         | Rivelazioni                | 15. Dez. 2021              | 1. Mai 2025                                    |
| 22         | 10        | Folge 10        | Niente è mai come sembra   | 15. Dez. 2021              | 1. Mai 2025                                    |
| 23         | 11        | Folge 11        | Colpevole d’innocenza      | 22. Dez. 2021              | 1. Mai 2025                                    |
| 24         | 12        | Folge 12        | Il punto di rottura        | 22. Dez. 2021              | 1. Mai 2025                                    |

### Staffel 3
| Nr. (ges.) | Nr. (St.) | Deutscher Titel | Originaltitel              | Erstausstrahlung (Italien) | Deutschsprachige Erstveröffentlichung (D/A/CH) |
| ---------- | --------- | --------------- | -------------------------- | -------------------------- | ---------------------------------------------- |
| 25         | 1         | Folge 1         | L'odio necessario          | 15. Feb. 2023              | 1. Mai 2025                                    |
| 26         | 2         | Folge 2         | Il richiamo del sangue     | 15. Feb. 2023              | 1. Mai 2025                                    |
| 27         | 3         | Folge 3         | Doppia vendetta            | 22. Feb. 2023              | 1. Mai 2025                                    |
| 28         | 4         | Folge 4         | L'amore che salva          | 22. Feb. 2023              | 1. Mai 2025                                    |
| 29         | 5         | Folge 5         | L'amore non esiste         | 1. März 2023               | 1. Mai 2025                                    |
| 30         | 6         | Folge 6         | L'età dell'innocenza       | 1. März 2023               | 1. Mai 2025                                    |
| 31         | 7         | Folge 7         | Per nascere bisogna morire | 8. März 2023               | 1. Mai 2025                                    |
| 32         | 8         | Folge 8         | Un giorno finisce tutto    | 8. März 2023               | 1. Mai 2025                                    |
| 33         | 9         | Folge 9         | Le fasi dell'amore         | 15. März 2023              | 1. Mai 2025                                    |
| 34         | 10        | Folge 10        | Le regole dell'amicizia    | 15. März 2023              | 1. Mai 2025                                    |
| 35         | 11        | Folge 11        | Un'amicizia è per sempre   | 22. März 2023              | 1. Mai 2025                                    |
| 36         | 12        | Folge 12        | La scelta                  | 22. März 2023              | 1. Mai 2025                                    |

### Staffel 4
| Nr. (ges.) | Nr. (St.) | Deutscher Titel | Originaltitel                       | Erstausstrahlung (Italien) | Deutschsprachige Erstveröffentlichung (D/A/CH) |
| ---------- | --------- | --------------- | ----------------------------------- | -------------------------- | ---------------------------------------------- |
| 37         | 1         | Folge 1         | Nel nome dell'amore                 | 14. Feb. 2024              | 1. Mai 2025                                    |
| 38         | 2         | Folge 2         | Il vecchio leone e il giovane leone | 14. Feb. 2024              | 1. Mai 2025                                    |
| 39         | 3         | Folge 3         | La testa della lepre                | 21. Feb. 2024              | 1. Mai 2025                                    |
| 40         | 4         | Folge 4         | Ragione o sentimento                | 21. Feb. 2024              | 1. Mai 2025                                    |
| 41         | 5         | Folge 5         | Questioni di scelte                 | 28. Feb. 2024              | 1. Mai 2025                                    |
| 42         | 6         | Folge 6         | Ragazzi fuori                       | 28. Feb. 2024              | 1. Mai 2025                                    |
| 43         | 7         | Folge 7         | Il prezzo del cambiamento           | 6. März 2024               | 1. Mai 2025                                    |
| 44         | 8         | Folge 8         | Morire insieme                      | 6. März 2024               | 1. Mai 2025                                    |
| 45         | 9         | Folge 9         | Crescere troppo in fretta           | 13. März 2024              | 1. Mai 2025                                    |
| 46         | 10        | Folge 10        | C’è sempre una prima volta          | 13. März 2024              | 1. Mai 2025                                    |
| 47         | 11        | Folge 11        | Tenere accesa la speranza           | 20. März 2024              | 1. Mai 2025                                    |
| 48         | 12        | Folge 12        | Il regalo                           | 20. März 2024              | 1. Mai 2025                                    |
| 49         | 13        | Folge 13        | Ogni inizio ha una fine             | 27. März 2024              | 1. Mai 2025                                    |
| 50         | 14        | Folge 14        | Per sempre                          | 27. März 2024              | 1. Mai 2025                                    |